# Comté de Benton (Tennessee)
Pour les articles homonymes, voir Comté de Benton.
Le comté de Benton est un comté de l'État du Tennessee, aux États-Unis. Son siège est Camden.